# Baskenland-Rundfahrt 2007
Die 64. Baskenland-Rundfahrt ist ein Rad-Etappenrennen, das vom 9. bis 14. April 2007 stattfand. Das Rennen wurde über 863 Kilometer in sechs Etappen ausgetragen. Es zählt zur UCI ProTour 2007.

## Etappen
| Etappe    | Tag       | Start – Ziel          | km    | Etappensieger  | Gesamtwertung  |
| --------- | --------- | --------------------- | ----- | -------------- | -------------- |
| 1. Etappe | 9. April  | Urretxu – Urretxu     | 139   | Juan José Cobo | Juan José Cobo |
| 2. Etappe | 10. April | Urretxu – Karantza    | 191,5 | Manuel Beltrán | Juan José Cobo |
| 3. Etappe | 11. April | Karantza – Vitoria    | 173,5 | Ángel Vicioso  | Ángel Vicioso  |
| 4. Etappe | 12. April | Vitoria – Lekunberri  | 176   | Jens Voigt     | Ángel Vicioso  |
| 5. Etappe | 13. April | Lekunberri – Oiartzun | 169   | Juan José Cobo | Juan José Cobo |
| 6. Etappe | 14. April | Oiartzun (EZF)        | 014   | Samuel Sánchez | Juan José Cobo |